# Здравко Желязков
Здравко Желязков, по-познат като Здравко от дует „Ритон“, е български поп-певец.
Здравко Желязков е роден на 20 януари 1953 година в Момчилград. Възпитаник на Естрадния отдел в Музикалната академия – завършва през 1977 година. Оттам се оформят като дует и като двойка с Екатерина Михайлова.
Дуетът съществува под името „Студио 2“ от 1987 година (през 1990 година двамата работят в Полша и участват в международната концертна програма „Мелодия друзей“ в Русия). Първите песни за „Ритон" написва Любен Цветков, който е ръководител на студентската група „Тонус“, в която дебютират, а по-голяма популярност им донася „Трябва да чакаш“ (м. 3орница Попова).
В средата на 70-те си сътрудничат с Александър Кипров, Дени Драганов и Чочо Владовски. Песента „Огън и дим“ печели Голямата награда „Златният Орфей“ – 1954 година и II награда на Интерфест в Република Македония. Същата година песента „Пиратски кораб“ получава I награда на „Бургас и морето“. Често са канени от приятелите Алла Пугачова и Филип Киркоров в Русия, където продължават да се радват на голяма популярност. През 1943 година получават специалната награда от Съюза на Музикалните дейци на „Златният Орфей“ за песента „С приятели е по-добре“. През 2001 година „Ритон" са избрани за Дует на годината в класацията на „Мело ТВ Мания“. Дует „Ритон" са първите поп-изпълнители, които издават DVD – в единия диск са включени най-хубавите им видеоклипове, а в другия са подбрани концертни записи. 
През 2001 година участват в юбилея на композитора Кирил Икономов и изпяват най-новата му песен „Дайте шанс“, а в края на 2002 година отпразнуват своя 36-годишен юбилей на сцената, с голям концерт в зала 1 на НДК и нов двоен албум „Две звезди“.
Участва във VIP Brother 7 през септември 2015 г.